# Модель стилей межкультурных конфликтов
Модель стилей межкультурных конфликтов Митчелла Хаммера (англ. Intercultural conflict style model, a model of ICS) — это культурно-ориентированная модель, классифицирующая стратегии поведения в межкультурном конфликте. Выбор стратегий определяется двумя основными измерениями: 
1. Прямота/косвенность (англ. Direc/Indirect) в обсуждении существующих разногласий;
2. Эмоциональная экспрессивность/эмоциональная сдержанность (англ. Emotional Expressiveness/Emotional Restraint) при выражении своих чувств.

Косвенность или прямота в обсуждении разногласий во многом зависит от лингвистических стратегий, распространенных в данной культуре. В некоторых культурах принято активно использовать в языке метафоры, аналогии и намеки, в то время как в культурах, где распространена противоположная стратегия, высоко ценится точность и ясность языка. Также, в контексте данного подхода культуры различаются по степени эмоциональной выраженности или сдержанности, принятой в социальном взаимодействии и конфликтах.
На основании данных измерений выделяется четыре стратегии поведения в межкультурном конфликте:
1. Дискуссия (англ. discussion) — стратегия, характерная для прямой коммуникации и высокого уровня эмоциональной сдержанности;
2. Обязательство (англ. engagement) — стратегия, соответствующая прямому коммуникационному стилю и высокой эмоциональной экспрессивности;
3. Уступки (англ. accommodation) — стратегия, сочетающая непрямую коммуникацию и эмоциональную сдержанность;
4. Динамическая (англ. dynamic) — стратегия, включающая в себя использование непрямой коммуникации и эмоциональной экспрессивности.

Модель является средством, позволяющим решать проблемы, налаживать коммуникационные процессы и разрешать конфликты между представителями различных культур.

## Предпосылки создания модели

### Видение конфликта М. Хаммером
Согласно М. Хаммеру, конфликт является неотъемлемой частью человеческого общения. Он присутствует в самых разных социальных ситуациях: и в интеракциях незнакомцев (например, разборки автомобилистов на дорогах), и в межличностных (ссоры между супругами, коллегами и т.п.) и межгрупповых (террористические происшествия, международные разногласия и т.п.) отношениях.
Две основные характеристики динамики конфликта:
1. Существенные, очевидные разногласия (англ. perceived substantive disagreements);
2. Эмоциональная реакция (англ. emotional reaction).

Стиль конфликта — это манера, в которой стороны конфликта осуществляют коммуникацию друг с другом относительно существующих между ними серьезных противоречий и эмоциональных реакций друг на друга.

### Необходимость создания модели стилей межкультурных конфликтов
Считая, что стили конфликтов зачастую обусловлены культурными особенностями, Хаммер провел теоретическое исследование, целью которого был поиск концептуальной конструкции и связанной с ней области измерения, направленных на изучение типов конфликтов на основе релевантных обобщенных типов культурных различий. Не обнаружив подобной концепции, Хаммер принял решение о создании собственной модели межкультурных конфликтов.

### Основы будущей модели
В основу будущей модели стилей межкультурных конфликтов М. Хаммер вынес следующие положения:
1. Теоретическая основа модели — прагматическая теория человеческой коммуникации;
2. Модель создается вокруг двух фундаментальных характеристик динамики конфликта: существенных разногласий и эмоциональной реакции;
3. Культурная основа модели — то, как противоборствующие стороны выбирают прямую или непрямую коммуникацию при обсуждении разногласий, и то, насколько эмоционально экспрессивна или сдержанна реакция сторон относительно друг друга[4].

## Метод создания модели
После анализа релевантной литературы Хаммер сгенерировал список из 122 показателей, отражающих прямые/косвенные коммуникационные стратегии и эмоционально экспрессивные/сдержанные подходы к разрешению конфликтов. Этот список был выслан 16 экспертам по межкультурной коммуникации для проверки репрезентативности указанных в нем показателей. После внесения предложенных экспертами изменений список сократился до 106 показателей (см. рис. Таблица показателей Инвентаря модели стилей межкультурных конфликтов 1,2,3): 54 для измерения прямота/косвенность и 52 для измерения эмоциональная экспрессивность/эмоциональная сдержанность. Все показатели были включены в опросник, а возможными ответами на каждое утверждение были:
- Совершенно не согласен
- Не согласен
- Немного не согласен
- Почти согласен
- Согласен
- Совершенно согласен

В опроснике также содержались вопросы относительно пола, возраста, количества лет, прожитых в незнакомой культурной среде, образования и национальности.
Для прохождения опросника была сформирована выборка из 510 респондентов. Все они были разных возрастов, разных национальностей и с разным уровнем образования. Респонденты также прожили разное количество лет в незнакомой культурной среде (у некоторых такого опыта не было).

### Результаты. Инвентарь модели стилей межкультурных конфликтов
Чтобы проверить релевантность результатов и жизнеспособность теоретической модели в целом был проведен конфирматорный факторный анализ (англ. Confirmatory factor analysis). Его результаты доказали, что модель подходит для подобного рода данных, однако список показателей, отражающих прямые/косвенные коммуникационные стратегии и эмоционально экспрессивные/сдержанные подходы к разрешению конфликтов, был сокращен с 102 до 60 (см. рис. Таблица показателей Инвентаря модели стилей межкультурных конфликтов 1,2,3 - показатели, выделенные жирным шрифтом):
- 18 показателей, отражающих прямые коммуникационные стратегии по разрешению конфликтов;
- 12 показателей, отражающих непрямые коммуникационные стратегии по разрешению конфликтов;
- 17 показателей, отражающих эмоционально экспрессивные подходы к разрешению конфликтов;
- 13 показателей, отражающих эмоционально сдержанные подходы к разрешению конфликтов.

Данная область измерения получила название Инвентарь модели стилей международных конфликтов (англ. Intercultural conflict style inventory, ICSI).
Дополнительные тесты выявили, что пол, уровень образования и количество лет, проведенных в незнакомой культурной среде, не влияют на чистоту результатов. Это подтвердило, что Инвентарь модели стилей межкультурных конфликтов обладает высокой генерализуемостью.

## Финальная версия модели
Одобренные для Инвентаря модели стилей межкультурных конфликтов 60 позиций формируют 4 стратегии поведения в межкультурном конфликте:
1. Дискуссия  (англ. discussion) 
Этот стиль подчеркивает точность в использовании языка. Кроме того, сторона конфликта, использующая данную стратегию, рассматривает интенсивное выражение эмоций как потенциально опасное действие. В таком случае обсуждение разногласий должно строиться на объективных фактах.
2. Обязательство (англ. engagement)
Этот стиль стремится к разрешению конфликта через демонстрацию интенсивных вербальных и невербальных эмоциональных проявлений. 
3. Уступки (англ. accommodation) 
В данном стиле используется двусмысленность и иносказательность языка, а также эмоциональное спокойствие для того, чтобы держать конфликт под контролем.
4. Динамическая (англ. dynamic) 
Такой стиль стимулирует участника конфликта использовать следующие лингвистические приемы: гипербола, повторение, использование ассоциаций совместно с более эмоциональным конфронтационным дискурсом и экспрессией.

### Практическое применение
Модель и ее инвентарь используются на протяжении нескольких лет супругами Хаммер в их компании ICS Inventory. Они предоставляют различным корпорациям, университетам и государственным органам услуги по персональной экспертизе, консалтингу и тренингу персонала, чтобы наладить коммуникационные процессы и помочь с разрешением конфликтов и проблем, связанным с межкультурными различиями.
Модель стилей межкультурных конфликтов успешно применялась в таких структурах, как:
Корпорации
- Harley-Davidson
- Hyundai-Kia Motors
- Microsoft
- PepsiCo International POSCO
- Walt Disney Parks & Resorts

Некоммерческие организации
- Canada Homestay Int'l
- Center for Creative Leadership
- Council for International Education Exchange (CIEE)
- Justice Institute of British Columbia
- National College Access Network

Колледжи и университеты
- Chinese University of Hong Kong
- Colorado State University
- Duke University
- University of Minnesota
- University of Wisconsin

и многих других.

## Критика
По мнению Стивена Ворчела (англ. Stephen Worchel), Модель стилей международных конфликтов М. Хаммера оставляет открытым для дискуссии следующий вопрос: как будут взаимодействовать представители различных культур, имеющие склонность к разным стратегиям поведения, и каким образом столкновение с другой стратегией будет влиять на поведение индивида.